# ソーシャルインパクトボンド
ソーシャルインパクトボンド（英：Social Impact Bond、SIB）とは、官民連携の仕組みの一つで、行政や民間事業者及び資金提供者等が連携して、社会問題の解決を目指す成果志向の取組である。

## 手法
官民連携の手法の一つである。行政サービスを民間のNPOや企業に委託し、民間の資金提供者から調達した資金を基に事業を行い、事業が予め合意した成果を達成した場合にのみ行政から資金提供者に報酬が支払われる。民間資金によって社会的コストを削減する事業が実施できれば、行政コストも削減されるうえ、資金提供者がリターンを受けることができるという仕組みであり、事前に設定された目標が達成されない場合、行政から資金提供者への支払いは発生しない。対象とする社会課題の性質、施策を行う事業者、目標の設定、評価機関、そしてそれらを管理する中間支援組織のいずれもが重要な要素となる。SIBは、行政と事業者による成果連動型支払と民間資金活用を組み合わせたスキームであり、民間資金活用を除いた成果連動型支払と合わせて成果連動型委託契約の手法の一つである。

## 動向

### 日本国外
2010年に大幅な公費削減や業務見直しを迫られたイギリスで始まり、現在は欧米を中心に世界20か国で80案件300億円以上の規模で実施されている。

### 日本国内
日本でのソーシャルインパクトボンドのパイロット事業第1号として、日本財団の助成によって2015年4月より横須賀市で特別養子縁組の推進支援を行なうパイロット事業が始まった。パイロット事業とは、本来、成果目標を達成した場合は行政が成功報酬を支払うが、パイロット事業では、成果目標の達成有無に関わらず行政からの支払いはない。また、パイロット事業第2号として、経済産業省委託で日本公文教育研究会がサービス事業者となり、福岡市や松本市をはじめとした複数の自治体でパイロット事業が実施された。同年7月22日には、第3弾のパイロット事業として日本財団の助成によりNPO法人育て上げネットが事業者となり、尼崎市で若者就労支援事業が実施されることが発表された。
2015年12月21日放送のNHKニュース番組「おはよう日本」に取り上げられた。
2016年3月には、ソーシャルインパクトボンドを含む社会的インパクト投資および社会的インパクト評価に特化したコンサルティングサービスを提供する会社としては日本初となるケイスリー株式会社が設立された。
経済産業省では、ヘルスケア分野におけるソーシャルインパクトボンドの導入を推進しており、2017年度委託事業として、八王子市及び神戸市のSIB導入を支援し、成果連動型かつ複数年度契約による日本初の本格的なSIB導入モデル報告会を2017年2月13日に開催した。
2017年3月、八王子市及び神戸市にて、複数年かつ成果連動型の本格的なSIB関連予算が日本で初めて成立した。平成29年度より、神戸市では糖尿病性腎症重症化予防事業において、八王子市では大腸がん検診受診事業において、SIBを活用した事業を実施することになる。案件形成は中間支援組織であるケイスリー株式会社及び公益財団法人日本財団が関わった。
2017年7月20日、テレビ東京「Newsモーニングサテライト」にて、日本初のソーシャル・インパクト・ボンド導入事例として八王子市大腸がん検診受診率向上SIBが紹介された。同日、神戸市でも糖尿病性腎症重症化予防SIBの導入が発表された。
2017年8月14日、八王子市大腸がん検診受診率向上SIBにおいて、日本初のSIB出資契約を締結された。
2017年8月より、日本初のSIB案件形成手法を実践的に学ぶ全8回の公開講座「社会的インパクト投資基礎概論」が国立大学法人琉球大学及びケイスリー株式会社の共催により開催される。SIBの推進に重要な「マルチセクターの連携」、「社会課題の分析」、「社会的インパクト評価」及び「ファイナンススキーム」等の要素を学ぶことで、複雑な社会課題の解決に貢献できる人材の育成を目指す。
2018年5月、経済産業省がSIB関連ページ「ヘルスケア分野におけるソーシャルインパクトボンド」を公開した。
2018年6月、ケイスリー株式会社がSIBを含む成果連動型委託契約導入に向けて検討が必要な事項を整理したチェックリストを公開した。
2018年10月、ケイスリー株式会社が、英国でブロックチェーン技術を用いて社会・環境問題に取り組んでいるAlice社と業務提携し、ブロックチェーン技術を活用したスマート・インパクト・ボンド等の開発を推進することを発表した。
2018年11月、広島県と県域6自治体による国内初の広域連携型ソーシャル・インパクト・ボンドが組成された。クラウドファンディングを活用し一般の個人投資家も投資が可能となっている。